# Seth Rollins
Colby Daniel Lopez, meglio conosciuto con il ring name Seth Rollins (Buffalo, 28 maggio 1986), è un wrestler statunitense sotto contratto con la WWE.
In carriera ha detenuto sei volte il Raw Tag Team Championship (due volte con Dean Ambrose, una volta con Roman Reigns, una volta con Jason Jordan, una volta con Braun Strowman e una volta con Buddy Murphy) due volte il WWE Championship, due volte il World Heavyweight Championship, due volte il WWE Universal Championship, due volte l'Intercontinental Championship, due volte lo United States Championship, e una volta il ROH World Championship e l'NXT Championship.
È l'undicesimo wrestler ad aver completato il Grand Slam, nonché vincitore di due edizioni del Money in the Bank (2014 e 2025) e di una edizione del royal rumble match (2019).

## Biografia
Nato a Buffalo (Iowa), ha origini messicane, tedesche e irlandesi. Il suo cognome proviene dal suo patrigno messicano-statunitense.

## Carriera

### Circuito indipendente (2005–2007)
Ha debuttato il 21 agosto 2004 nella Scott County Wrestling con il ring name Gixx e ha lottato anche nella Independent Wrestling Association Mid-South come Tyler Black qualificandosi per il torneo Ted Petty Invitational sconfiggendo Sal Thomaselli, ma è stato eliminato da Evan Bourne nei quarti di finale. Ha vinto l'SCW Heavyweight Championship (che ha "dipinto" di nero usando uno spray per segnare l'inizio della "Black Era" nella SCW) e l'IWA Mid-South Light Heavyweight Championship.
Ha poi lottato per la NWA Midwest della National Wrestling Alliance, dove ha vinto l'NWA Midwest Tag Team Championship con Marek Brave. I due hanno difeso il titolo per diverso tempo contro Jayson Reign e Marco Cordova, Ryan Boz e Danny Daniels e Brett Wayne e Hype Gotti all'inizio del 2006, perdendo il titolo il 5 maggio 2005 dopo 230 giorni di regno  – e con all'attivo sei difese del titolo – contro i Reign & Cordova.
Insieme a Jeff Luxon ha fatto un'apparizione nella Total Nonstop Action Wrestling in un tag team match che li ha visti perdere contro Hernandez e Homicide nella puntata di Impact del 25 settembre 2006.
Il 25 maggio 2007, durante un match contro gli allora detentori del FIP Tag Team Championship Mark e Jay Briscoe, il suo compagno di tag team Marek Brave ha subito un infortunio reale alla schiena che lo ha tenuto lontano dal ring per diverse settimane. In questo periodo ha iniziato a lottare come wrestler singolo nella Pro Wrestling Guerrilla, dove ha sconfitto Joey Ryan e il suo ex mentore Danny Daniels all'evento Point of No Return '07 il 16 giugno seguente.

### Ring of Honor (2007–2010)

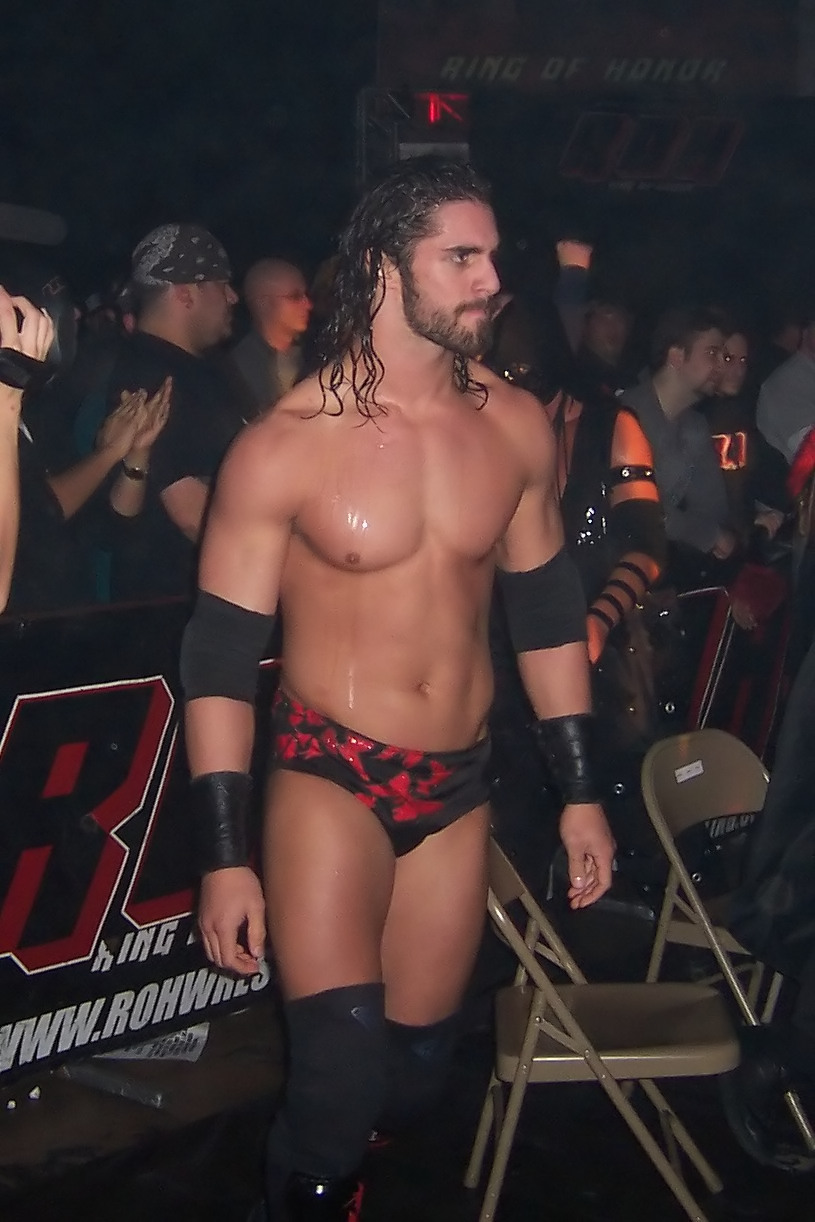
Tyler Black nel 2008

Al pay-per-view ROH Man Up nel settembre 2007 Black ha debuttato nella Ring of Honor, insieme a Jimmy Jacobs e Necro Butcher, attaccando i Briscoe Brothers e "impiccando" Jay Briscoe con l'ausilio di un sartiame: Jacobs ha poi annunciato di aver formato una stable, chiamata The Age of the Fall. Tale angle è stato così controverso che la federazione decise di rimuoverlo dal pay-per-view registrato all'evento. Tuttavia il video del segmento era così richiestissimo dai fan che è stato mostrato al ROH Videowire per la settimana del 14 settembre. Nello stesso evento Black aveva affrontato Jack Evans in un dark match che si è concluso quando Jacobs e Necro Butcher sono intervenuti, portando gli Irish Airbourne a salire sul ring per aiutare Evans. Un six-man tag team match tra gli Age of the Fall e Jack Evans e gli Irish Airborne si concluse in no contest.
Insieme a Jimmy Jacobs e Necro Butcher Black ha lottato contro Jack Evans e Ruckus in diversi handicap match agli inizi del mese di ottobre, Black ha poi lottato insieme agli Age of the Fall contro Jack Evans, Ruckus and Jigsaw in un six-man tag team match il mese seguente a Glory by Honor VI Night 1, svoltosi il 1º novembre. La sera successiva Black ha sconfitto Alex "Sugarfoot" Payne, ma è stato attaccato dai Briscoe Brothers al termine del match. Black è poi apparso insieme agli Age of the Fall nel loro match contro i Briscoe Brothers durante il main event. A Final Battle 2007 Black e Jacobs hanno sconfitto i Briscoe Brothers e vinsero il ROH World Tag Team Championship. Hanno tuttavia perso il titolo il 26 gennaio seguente contro i No Remorse Corps in un ultimate endurance match che includeva anche Brent Albright e B.J. Whitmer e Austin Aries e Bryan Danielson.
A ROH Take No Prisoners, Black ha sfidato Nigel McGuinness per il ROH World Championship, ma è stato sconfitto. A Up For Grabs Black e Jacobs hanno vinto un torneo contro altri otto tag team e vinsero il ROH World Tag Team Championship una seconda volta, ma lo persero 105 giorni dopo a ROH Driven in favore di Kevin Steen e El Generico Black ha avuto una seconda opportunità a Death Before Dishonor VI per il ROH World Championship quando ha affrontato senza successo l'allora campione McGuinness, Danielson e Claudio Castagnoli in un four-way elimination match vinto da McGuinness, che ha eliminato per ultimo proprio Black.
A Final Battle 2008, dopo che Black aveva perso contro Austin Aries un match che avrebbe determinato il successivo sfidante per il ROH World Championship, Jacobs lo ha tradito, coaudivato da Aries. Il 16 gennaio a Full Circle ha lottato contro McGuinness in un match non titolato, riuscendo a vincere. La sera seguente il primo sfidante al titolo Austin Aries ha rifiutato di affrontare McGuinness, quindi Black ha lottato per il titolo, ma non è riuscito a conquistarlo a causa del limite di tempo. Il 26 giugno a Violent Tendencies ha sconfitto Jimmy Jacobs in uno steel cage match, concludendo la loro faida.
Nel settembre 2009 si è sottoposto a un intervento chirurgico a causa di un'ernia del disco al collo. Il 10 ottobre ha sconfitto Kenny King nel primo turno e poi Claudio Castagnoli, Colt Cabana, Delirious, Chris Hero e Roderick Strong nella finale e vinse l'edizione 2009 del torneo Survival of the Fittest, che ha garantito un'altra opportunità per il ROH World Championship. Il 19 dicembre a Final Battle 2009, il primo pay-per-view della ROH in diretta, ha lottato contro Austin Aries per il ROH World Championship, ma dopo sessanta minuti il match si è concluso in pareggio. A causa di ciò l'allora commissioner della ROH Jim Cornette sancì una rivincita tra i due per il 13 febbraio 2010, quando si sarebbe svolto l'evento per l'ottavo anniversario della ROH. In modo da evitare un altro pareggio e sancire un vincitore, Cornette ha deciso di essere il giudice che avrebbe decretato il vincitore in caso di un ulteriore pareggio, lasciando a Black e Auries scegliere i rispettivi giudici: Aries scelse Kenny King mentre Black Roderick Strong, a cui aveva garantito un'opportunità per il titolo in caso di vittoria. Alla fine non c'è stato bisogno dei giudici, in quanto Black riuscì a battere il suo avversario prima della fine del tempo limite.
Il 3 aprile ha mantenuto il titolo in un three-way elimination match contro Austin Aries e Roderick Strong al pay-per-view ROH The Big Bang!, negando di fatto a Strong un match titolo uno contro uno. Dopo aver mantenuto il titolo contro Davey Richards il 19 giugno al pay-per-view Death Before Dishonor VIII, è diventato heel durante l'episodio di Ring of Honor Wrestling svoltosi il 20 agosto seguente, quando è stato annunciato che aveva firmato un contratto con la WWE. Come parte del suo nuovo personaggio, ha iniziato a criticare i fan che gli davano del venduto per aver firmato con la WWE, un sentimento che Lopez ha affermato essere basato sulla realtà. Nel corso del promo, ha inoltre minacciato di portare il ROH World Championship in WWE e il 28 agosto ha rifiutato di mettere in palio il titolo in un match contro Davey Richards che ha perso per sottomissione. L'11 settembre a Glory By Honor IX, in quello che sarebbe stato il suo ultimo match nella Ring of Honor, Black ha perso il ROH World Championship in favore di Strong in un no disqualification match che vide Terry Funk garante del rispetto delle regole, sancendo quindi la fine del suo regno dopo 210 giorni.

### WWE (2010–presente)

#### Florida Championship Wrestling (2010–2012)
L'8 agosto 2010 è stato annunciato che Lopez aveva firmato un contratto con la WWE e che nel mese di settembre si sarebbe allenato nella Florida Championship Wrestling, federazione satellite della WWE. Gli venne anche offerto un contratto dalla TNA, ma il suo amico e rivale Evan Bourne lo convinse a firmare per la compagnia di Vince McMahon. Ha debuttato in WWE vincendo un dark match di SmackDowncontro Trent Beretta.
Ha debuttato nella FCW con il nome di Seth Rollins (nome che lui ha affermato essere un omaggio al cantante Henry Rollins) il 30 settembre 2010, dove ha perso contro Michael McGillicutty. Successivamente, insieme a Hunico, Richie Steamboat e Jinder Mahal, ha partecipato al torneo FCW 15 Jack Brisco Classic, che ha vinto sconfiggendo Hunico nella finale disputatosi il 13 gennaio 2011 e fu incoronato primo detentore dell'FCW 15 Championship. Il 25 marzo ad un house show Rollins e Steamboat hanno sconfitto Damien Sandow e Titus O'Neil e vinsero l'FCW Florida Tag Team Championship e lo hanno perso il titolo contro Big E Langston e Calvin Raines il 17 maggio.
Nel luglio 2011 iniziò una rivalità Dean Ambrose e i due hanno lottato il loro primo match per l'FCW 15 Championship il 14 agosto seguente, in un match che dopo quindici minuti si è concluso in pareggio sullo 0-0 e Rollins ha quindi mantenuto il titolo. Una successiva rivincita per il titolo di venti minuti si è anch'essa conclusa con uno 0-0. Una nuova rivincita, questa volta dalla durata di trenta minuti, si è svolta il 18 settembre e si è conclusa sul 2-2; è stato però concesso del tempo supplementare che ha visto il campione prevalere per 3-2. Il 22 settembre seguente ha perso l'FCW 15 Championship in favore di Damien Sandow per squalifica dopo che Ambrose ha attaccato Sandow per concedergli il punto decisivo (generalmente un titolo non viene mai conquistato per squalifica, ma l'FCW 15 Championship prevede questa regola).
Nel febbraio 2012 è apparso in un video andato in onda durante il pay-per-view Elimination Chamber in cui lo si è visto allenarsi insieme a John Cena; Rollins apparve anche in un ruolo come speaker. Il 23 febbraio 2012 ha sconfitto Leo Kruger e conquistò l'FCW Florida Heavyweight Championship, diventando inoltre il primo wrestler a completare l'FCW Grand Slam Championship. Mantenne il titolo per 114 giorni prima di perderlo contro Rick Viktor in un house show.

#### The Shield (2012–2014)

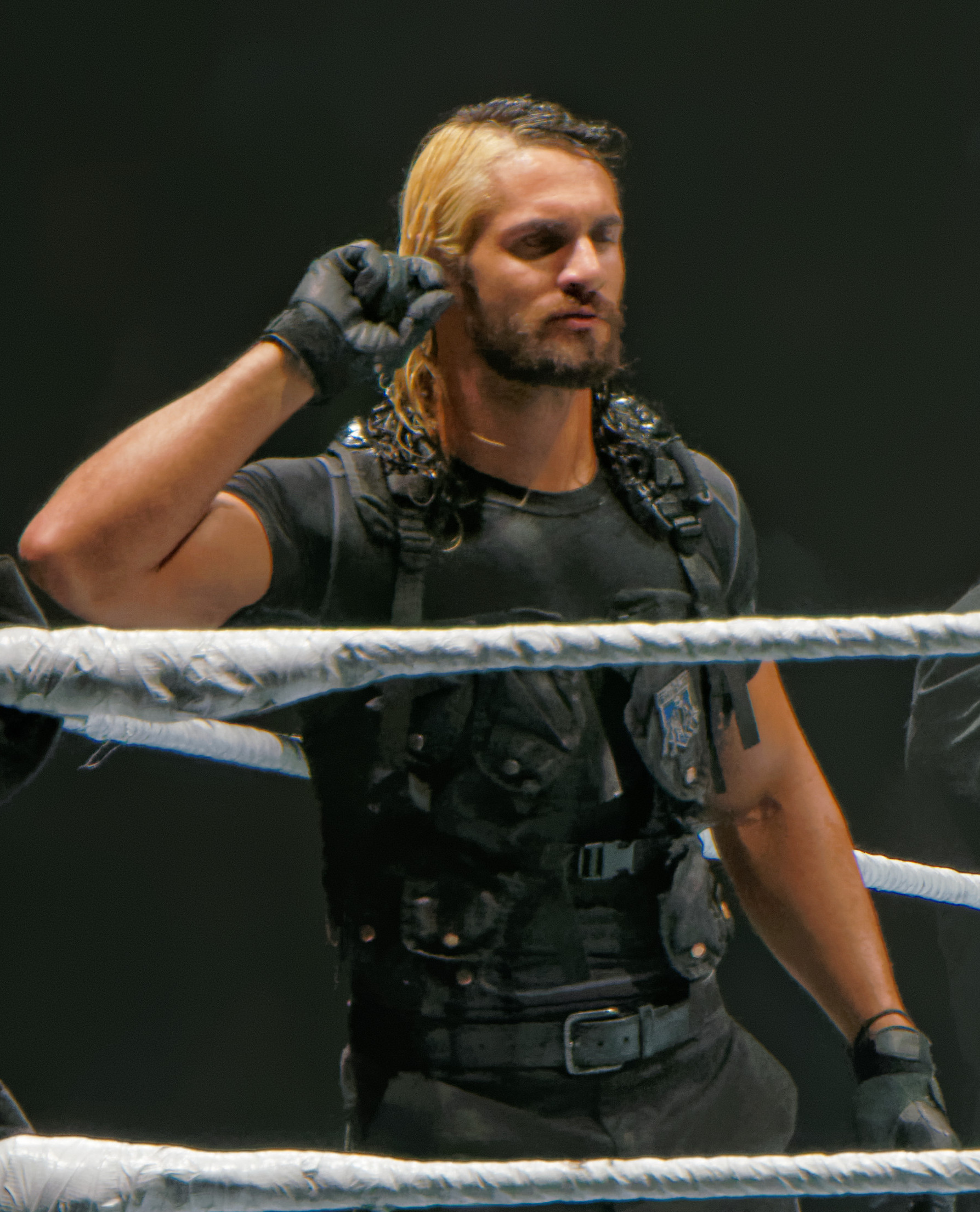
Seth Rollins nel 2013 come membro dello Shield

Il 18 novembre 2012 alle Survivor Series ha debuttato nel main roster della WWE insieme a Dean Ambrose e Roman Reigns durante match per il WWE Championship fra CM Punk, John Cena e Ryback, aiutando il primo a mantenere il titolo. Nella puntata di Raw del 26 novembre il trio è stato intervistato da Michael Cole ed è stato rivelato che il nome del gruppo è The Shield, il cui obiettivo è combattere le ingiustizie. A TLC lo Shield ha sconfitto in un Tables, Ladders and Chairs six-man tag team match Daniel Bryan, Kane e Ryback nel loro match di debutto. Dopo numerosi attacchi agli altri membri del roster, tra cui molti degli avversari di CM Punk, è stato poi rivelato che il trio era sempre stato sotto gli ordini di Punk e Paul Heyman ed erano pagati per le loro interferenze. Lo Shield ha poi concluso la sua alleanza con Punk e ha iniziato una faida con John Cena, Ryback e Sheamus che è culminata a Elimination Chamber, dove lo Shield ha ottenuto la vittoria. A WrestleMania 29 lo Shield ha sconfitto Randy Orton, Sheamus e Big Show.
A Extreme Rules Rollins e Reigns hanno sconfitto il Team Hell No in un tornado tag team match e hanno vinto il WWE Tag Team Championship e il 27 maggio a Raw, vinsero anche la rivincita titolata. Nel pre-show di Money in the Bank hanno difeso con successo il WWE Tag Team Championship contro gli Usos. Nel mese di agosto lo Shield si è unito all'Authority, stable guidata da Triple H e Stephanie McMahon. Persero i titoli contro Cody Rhodes e Goldust il 14 ottobre a Raw in un no disqualification match a causa dell'interferenza di Big Show. Tentarono senza successo di riconquistarlo nella rivincita a Hell in a Cell in un match che includeva anche gli Usos. Alle Survivor Series ha preso parte al tradizionale Survivor Series elimination tag team match insieme ad Ambrose, Reigns e i Real Americans contro i Cody Rhodes e Goldust, gli Usos e Rey Mysterio; Rollins è stato il settimo eliminato, ma Reigns ha ottenuto la vittoria finale per il suo team.
Rollins ha preso parte al royal rumble match dell'omonimo evento entrando come secondo partecipante, ma è stato eliminato da Reigns, ed è risultato essere l'atleta con maggior permanenza sul ring di questa edizione (48 minuti). Il trio ha iniziato a disubbidire a Kane, direttore delle operazioni dell'Authority, che ha portato ad allontanamento dall'Authority, con conseguente turn face del trio ed un six-man tag team match risolutivo a WrestleMania XXX contro lo stesso Kane e i New Age Outlaws, vinto dai tre "mastini della giustizia".. Lo Shield ha sconfitto il rinato Evolution (Triple H, Randy Orton e Batista) sia a Extreme Rules che a Payback.

#### The Authority (2014–2015)

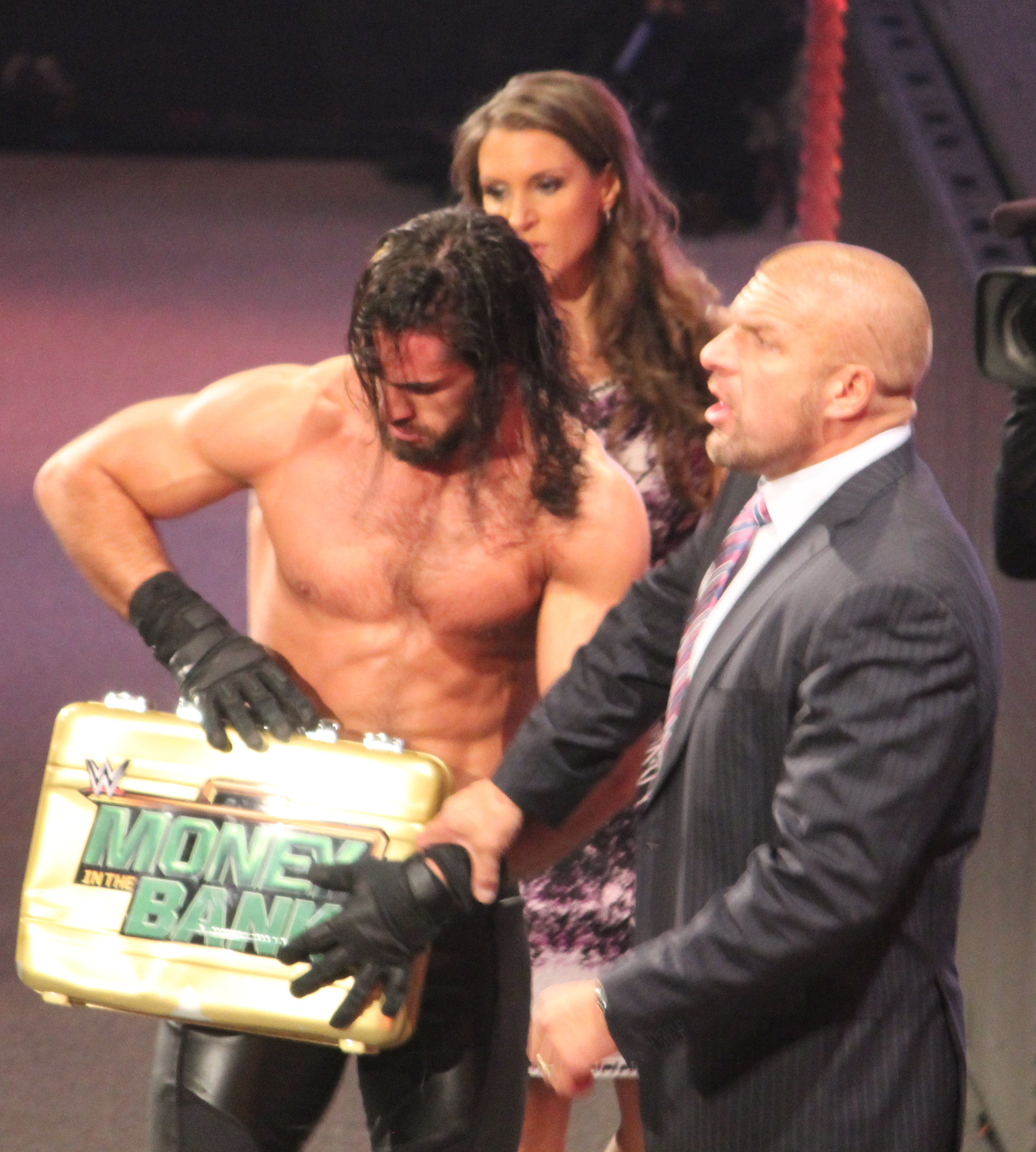
Seth Rollins insieme a Stephanie McMahon e Triple H nel 2014

Nella puntata di Raw del 2 giugno Triple H era deciso a continuare la faida dell'Evolution contro lo Shield, ma Batista – stanco delle promesse non mantenute da Triple H – ha abbandonato la compagnia. Più tardi quella stessa sera, con lo Shield sul ring, Triple H ha dichiarato che stava ricorrendo a un "piano B" per distruggere lo Shield: durante il suo discorso Rollins ha attaccato Ambrose e Reigns con una sedia, effettuando un nuovo turn heel e rialleandosi con l'Authority. Il 29 giugno a Money in the Bank, grazie all'intervento di Kane, ha vinto la valigetta contenente un contratto che gli avrebbe garantito la possibilità di avere un match per il WWE World Heavyweight Championship in qualsiasi momento entro un anno. A Battleground il match tra Rollins e Ambrose non ha avuto luogo, in quanto Ambrose è stato cacciato dall'arena da Triple H dopo aver attaccato Rollins prima del match, e quest'ultimo ha ottenuto la vittoria per forfait. I due si sono sfidati a SummerSlam in un lumberjack match, che ha visto Rollins vincitore. La notte successiva a Raw la rivincita in un Falls Count Anywhere match è terminata con la vittoria di Rollins, dopo aver eseguito un Curb Stomp su dei blocchi di cemento ai danni dell'avversario, infortunandolo e costringendolo a uscire dal ring in barella (kayfabe). A Night of Champions il match in programma tra Rollins è Roman Reigns non si è disputato dopo che quest'ultimo è stato operato d'urgenza il giorno precedente per un'ernia; Rollins ha vinto per countout e ha poi lanciato una sfida a qualunque membro del roster: il rientrante Dean Ambrose ha risposto alla sfida attaccandolo e i due wrestler che sono stati divisi dalla sicurezza. Quella stessa sera tentò di incassare la valigetta nel match tra Brock Lesnar e John Cena, ma quest'ultimo glielo ha impedito. Nelle settimane successive è stato attaccato sia da Cena sia da Ambrose, con quest'ultimo che ha sconfitto Cena nella puntata di Raw del 13 ottobre in un Contract on a Pole match e ha ottenuto il diritto di affrontare Rollins in un Hell in a Cell match all'omonimo pay-per-view, dove  – accompagnato dalla J&J Security (Jamie Noble e Joey Mercury) – ha sconfitto Ambrose grazie all'intervento di Bray Wyatt. Alle Survivor Series il Team Authority (capitanato da Rollins) è stato sconfitto dal Team Cena grazie all'intervento del debuttante Sting e a TLC è stato sconfitto da Cena in un tables match, perdendo l'opportunità di essere il primo sfidante per il titolo del mondo. Nell'ultima puntata dell'anno di Raw, ha preso in ostaggio Edge (ospite della serata assieme a Christian) e ha costretto Cena (l'unico a poterlo fare) a ridare il potere all'Authority. Nel mese di febbraio ha avuto una battibecco con il conduttore del Daily Show, Jon Stewart, affermando che lui potrebbe essere un presentatore migliore di Stewart. Sempre nel mese di febbraio insieme a Kane e Big Show ha sconfitto Dolph Ziggler, Ryback e Erick Rowan in un six man tag team match a Fastlane, ma al termine del match il rientrante Randy Orton ha attaccato Rollins. Nelle settimane successive i due hanno continuato ad attaccarsi, e la rivalità è sfociata in un match a WrestleMania 31, dove a vincere è stato Orton. Nella stessa serata, ha incassato il contratto del Money in the Bank durante il match per il WWE World Heavyweight Championship tra Brock Lesnar e Roman Reigns, rendendolo un match a tre che ha visto Rollins ottenere la vittoria dopo aver schienato Reigns; con questa vittoria, oltre ad essere considerato da molti uno dei incassi più inaspettati della storia, Rollins è stato il primo wrestler a incassare il Money in the Bank a WrestleMania e il primo ad averlo fatto a match in corso.

#### WWE World Heavyweight Champion e infortunio (2015–2016)

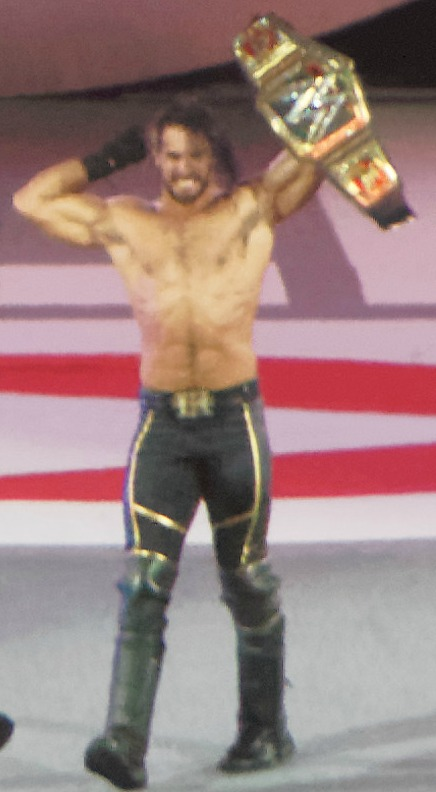
Seth Rollins nel 2015 con il World Heavyweight Championship

Ha continuato la sua faida con Orton dopo WrestleMania: ciò ha portato a uno steel cage match che prevedeva la RKO di Orton bandita e Kane come "guardiano della gabbia", ma per tutto il mese di aprile Rollins e Kane non sono riusciti ad andare d'accordo, con il primo che ha apertamente criticato il lavoro di Kane, nonostante a Extreme Rules lo ha aiutato a scappare dalla gabbia. Nel mese di maggio i due hanno continuato a criticarsi l'un l'altro dopo che Kane ha annunciato che Rollins avrebbe difeso il titolo contro Orton e Reigns in un triple threat match, che è poi diventato un fatal four-way match dopo che Dean Ambrose lo ha sconfitto. Tutto ciò ha portato al ritorno di Triple H nella puntata di Raw dell'11 maggio, dove ha annunciato che se avesse perso il titolo a Payback, Kane sarebbe stato licenziato dal ruolo dirigenziale. A Payback sono riusciti a cooperare e Rollins ha vinto il match dopo aver eseguito il Pedigree (la mossa finale di Triple H). A Elimination Chamber ha affrontato Dean Ambrose e ha perso il match per squalifica dopo aver spinto l'arbitro, ma ha mantenuto il titolo. Ha difeso nuovamente il titolo con successo contro Ambrose a Money in the Bank in un ladder match. La sera seguente a Raw è tornato Brock Lesnar ed è stato scelto dall'Authority come prossimo avversario di Rollins per il titolo a Battleground: il match si è concluso quando The Undertaker ha attaccato Lesnar, pertanto Rollins ha mantenuto il titolo sebbene abbia perso l'incontro per squalifica. Ha poi riacceso la sua rivalità con John Cena: dopo aver rifiutato la sfida di Cena per lo United States Championship, l'Authority ha invece forzato Cena a difendere il suo titolo contro Rollins e, nonostante abbia sofferto di una rottura del setto nasale durante il match, Cena lo ha sconfitto, ma l'appuntamento per avere due cinture alla vita era rimandato di poco, infatti nel Winner Take All match a SummerSlam, con in palio sia il WWE World Heavyweight Championship sia lo United States Championship, Jon Stewart – l'ospite speciale dell'evento – ha attaccato Cena con una sedia, Rollins ha eseguito il Pedigree sulla sedia stessa e ha ottenuto lo schienamento vincente. A Night of Champions ha perso lo United States Championship nel rematch contro Cena, ma ha mantenuto il WWE World Heavyweight Championship contro Sting ottenendo una rara vittoria pulita. A Hell in a Cell ha difeso con successo il titolo contro Kane e come parte della stipulazione del match, Kane è stato licenziato da direttore delle operazioni.
Nella puntata di Raw successiva Roman Reigns è diventato lo sfidante per il titolo dopo aver vinto un fatal four-way match e i due si sarebbero dovuti affrontare alle Survivor Series: tuttavia il 4 novembre Rollins ha riportato la rottura del legamento crociato anteriore, del legamento collaterale e del menisco mediale del ginocchio durante un match contro Kane svoltosi in un house show a Dublino. Essendo i tempi di recupero previsti tra i sei e i nove mesi, il WWE World Heavyweight Championship è stato reso vacante il 5 novembre dopo 220 giorni di regno. Con 220 giorni il regno di Rollins con il WWE World Heavyweight Championship è il più longevo tra coloro che hanno vinto il titolo dopo aver incassato con successo il Money in the Bank. Il 21 dicembre Rollins (in stampelle) è apparso a Raw per ritirare lo Slammy Award come Superstar of the Year, affermando che nel 2016 sarebbe tornato per riprogettare e ricostruire se stesso, oltre a riconquistare il titolo che non aveva mai perso, seguendo appunto il motto "Redesign, Rebuilt, Reclaim" ("Riprogettare, ricostruire, reclamare").
Nella puntata di Raw del 23 maggio ha attaccato Roman Reigns dopo che quest'ultimo aveva difeso il WWE World Heavyweight Championship contro AJ Styles – in un segmento nel backstage parlando di Stephanie McMahon, ha affermato che le cose erano cambiate, incluso il rapporto lavorativo, lasciando intendere che d'ora in avanti se la sarebbe cavata da solo. Quella stessa sera, nel segmento di apertura di Raw, dopo aver detto ai fan di non aver bisogno di loro (rimanendo quindi heel), ha avuto un confronto verbale con Reigns e Shane McMahon ha annunciato un match tra i due per il titolo a Money in the Bank., dove riuscì a vincere il WWE World Heavyweight Championship per la seconda volta, ma perdendolo pochi minuti dopo in favore di Ambrose, che ha incassato con successo il Money in the Bank. La sera dopo a Raw Rollins ha affrontato nuovamente Reigns, questa volta in un match che avrebbe determinato chi avrebbe affrontato Ambrose per il titolo a Battleground, ma l'incontro si è concluso senza alcun vincitore, pertanto Shane McMahon ha annunciato un triple threat match, dove Ambrose ha mantenuto il titolo
Rollins ha avuto un'ulteriore chance titolata nella puntata di Raw del 18 luglio, ma il match si è concluso con un doppio schienamento (rendendolo di fatto un pareggio) e di conseguenza Ambrose ha mantenuto il titolo.

#### Opportunità titolate (2016–2017)
Durante la Draft Lottery (sancita dopo la decisione da parte della WWE di far tornare la WWE Brand Extension), svoltosi nella puntata di SmackDown, Rollins è stato la prima scelta assoluta del draft, venendo scelto dalla commissioner di Raw Stephanie McMahon e dal nuovo general manager Mick Foley. A causa del controverso finale del match disputatosi a Raw, quella stessa sera ha ottenuto la sua rivincita contro Ambrose, ma questa volta è stato sconfitto per schienamento nonostante Rollins lo abbia attaccato prima che il match iniziasse ufficialmente. Non essendo riuscito a riconquistare il titolo il 24 luglio a Battleground, il WWE Championship detenuto da Ambrose è pertanto diventato esclusiva di SmackDown e a Raw è stato istituito il WWE Universal Championship. Poiché Rollins non è stato schienato a Battleground, è stato annunciato che il 21 agosto a SummerSlam avrebbe affrontato Finn Bálor (dopo che questi aveva vinto due match di qualificazione) per il neonato WWE Universal Championship, ma è stato sconfitto. Tuttavia nella puntata di Raw del 22 agosto il WWE Universal Championship è stato reso vacante a causa di un grave infortunio alla spalla che Bálor aveva subìto durante il match di SummerSlam ed è stato annunciato un fatal four-way match per la puntata di Raw successiva: Rollins ha sconfitto Sami Zayn match di qualificazione.
Durante il match per il vacante WWE Universal Championship – che si è svolto il 29 agosto e che quella stessa sera è stato modificato in un four-way elimination match – Rollins è riuscito a schienare Reigns dopo l'interferenza di Triple H, il quale però lo ha tradito in favore di Kevin Owens, che ha vinto match e titolo. Ciò ha portato Rollins a passare dalla parte dei "buoni" e tale cambiamento di allineamento è stato cementato la settimana seguente a Raw quando ha interrotto la celebrazione della vittoria di Owens per confrontarsi con Stephanie McMahon (che ha negato di avere qualcosa a che fare con l'attacco di Triple H) e attaccare lo stesso Owens. McMahon voleva inizialmente sospenderlo, ma Mick Foley ha annullato la sua decisione per garantire a Rollins una rivincita contro Owens per il WWE Universal Championship il 25 settembre a Clash of Champions, dove è tuttavia uscito sconfitto a causa dell'interferenza di Chris Jericho, alleato di Owens Il 30 ottobre a Hell in a Cell ha tentato per la seconda volta di conquistare il titolo di Owens in un Hell in a Cell match, ma è stato sconfitto grazie all'ennesima interferenza di Jericho. Il 20 novembre alle Survivor Series ha preso parte al 5-on-5 Traditional Survivor Series Elimination match come parte del Team Raw contro il Team SmackDown, ma è stato eliminato da Bray Wyatt. Nella puntata di Raw del 21 novembre ha chiesto ed ottenuto un match titolato contro Kevin Owens per quella stessa serata da Mick Foley: tuttavia il loro no-disqualification match si è concluso con la vittoria di Owens (sempre grazie a Jericho).
Nella puntata di Raw del 12 dicembre Rollins e Roman Reigns hanno avuto l'opportunità di conquistare il WWE Raw Tag Team Championship in un triple threat tag team match che comprendeva anche i campioni Big E e Xavier Woods e i Jeri-KO (Chris Jericho e Kevin Owens) ma non sono riusciti nell'impresa; Woods, infatti, ha schienato Jericho. Il 18 dicembre, a Roadblock: End of the Line, ha sconfitto Chris Jericho a causa dell'involontario intervento di Kevin Owens a sfavore del suo alleato. Nella puntata di Raw del 23 gennaio è stato sconfitto da Sami Zayn, perdendo il suo posto nel Royal Rumble match. Nella puntata di Raw del 30 gennaio è stato attaccato alle spalle dal debuttante Samoa Joe, che gli ha causato un infortunio al ginocchio che lo ha tenuto fuori dalle scene per circa otto settimane. Al rientro, avvenuto nella puntata di Raw del 13 marzo, ha attaccato Triple H, il quale però lo ha aggredito al ginocchio in precedenza infortunato. La faida è proseguita fino a WrestleMania 33, dove ha sconfitto Triple H in un non sanctioned match.
Nella puntata di Raw del 1º maggio ha affrontato Finn Bálor e The Miz in un triple threat match per determinare lo afidante all'Intercontinental Championship di Dean Ambrose ma, a causa dell'intervento di Bray Wyatt ai danni di Bálor e di Samoa Joe ai danni di Rollins, il match è stato vinto da The Miz.

#### Reunion dello Shield (2017–2018)
Dopo essersi definitivamente alleato con il suo amico/rivale Dean Ambrose, i due hanno sconfitto Cesaro e Sheamus il 20 agosto a SummerSlam, conquistando così il WWE Raw Tag Team Championship. A No Mercy, hanno difeso con successo i titoli contro Cesaro e Sheamus. Il 9 ottobre a Raw, lo Shield si è riunito quando Ambrose, Reigns e Rollins hanno attaccato The Miz, Cesaro, Sheamus e Curtis Axel, colpendo il primo con la Triple powerbomb; in seguito, i tre hanno difeso Matt Hardy da Braun Strowman, colpendo anche quest'ultimo con una Triple powerbomb sul tavolo dei commentatori. Il 22 ottobre, a TLC: Tables, Ladders & Chairs, Rollins, Ambrose e Kurt Angle (il quale ha sostituito Roman Reigns poiché affetto da meningite) hanno sconfitto The Miz, Braun Strowman, Kane, Cesaro e Sheamus in un 5-on-3 Handicap Tables, Ladders and Chairs match.
Hanno perso i titoli di coppia nella puntata di Raw del 6 novembre contro Cesaro e Sheamus, dopo 78 giorni di regno. Il 19 novembre, alle Survivor Series, lo Shield ha partecipato al classico scontro tra i roster di Raw e SmackDown, e nell'occasione ha sconfitto il New Day. Nella puntata di Raw del 4 dicembre Ambrose e Rollins hanno affrontato Cesaro e Sheamus in un No Disqualification match per il WWE Raw Tag Team Championship ma sono stati sconfitti (a causa dell'intervento di Samoa Joe).
Nella puntata di Raw del 25 dicembre Rollins e Jason Jordan hanno sconfitto Cesaro e Sheamus conquistando così il WWE Raw Tag Team Championship. Il 28 gennaio, alla Royal Rumble, hanno perso il WWE Raw Tag Team Championship a favore di Cesaro e Sheamus dopo 34 giorni di regno; quella stessa sera, Rollins ha preso parte al Royal Rumble match entrando col numero 18 ma è stato inaspettatamente eliminato da Roman Reigns. Nella puntata di Raw del 5 febbraio Rollins e Roman Reigns hanno affrontato Cesaro e Sheamus per il WWE Raw Tag Team Championship ma sono stati sconfitti per squalifica a causa dell'intervento involontario di Jason Jordan.

#### Varie faide e WWE Universal Champion (2018–2019)
Nella puntata di Raw del 12 febbraio Rollins ha partecipato ad un Fatal 5-Way match che comprendeva anche Apollo Crews, Bray Wyatt, Finn Bálor e Matt Hardy con in palio l'ultima possibilità di inserirsi nell'Elimination Chamber match dell'omonimo pay-per-view ma l'incontro è stato vinto in contemporanea dallo stesso Rollins e da Bálor., ma nel corso del match, che includeva anche Braun Strowman, Elias, Finn Bálor, John Cena, The Miz e Roman Reigns con in palio la possibilità di sfidare Brock Lesnar per il WWE Universal Championship a WrestleMania 34 è stato eliminato per quinto da Strowman, mentre Reigns si è aggiudicato l'incontro.
Nella puntata di Raw del 26 febbraio Rollins ha sconfitto l'Intercontinental Champion The Miz in un match non titolato. Nella puntata di Raw del 5 marzo Rollins e Finn Bálor hanno sconfitto l'Intercontinental Champion The Miz e il Miztourage in un 3-on-2 Handicap match. Questo ha dato il via alla faida, che è proseguita nelle settimane successive, con anche con match di coppia, fino a sfociare a WrestleMania 34, dove Rollins ha vinto l'Intercontinental Championship in un Triple Threat match che includeva anche Finn Bálor; con questa vittoria, è diventato 29º Triple Crown Champion e 11º Grand Slam Champion. Il 27 aprile, a Greatest Royal Rumble, ha difeso con successo il titolo in un Ladder match che includeva anche Finn Bálor, The Miz e Samoa Joe. Dopo diverse difese titolate contro Bàlor, The Miz (a Backlash), Mojo Rawley., Kevin Owens. e Elias (a Money in the Bank), ha perso il titolo nella puntata di Raw del 18 giugno in favore di Dolph Ziggler in una Open challenge dopo 71 giorni di regno. Dopo aver vinto la rinvincita della settimana successiva per squalifica a causa dell'intervento di Drew McIntyre (quindi senza cambio di titolo), il 15 luglio, a Extreme Rules, ha affrontato ancora Dolph Ziggler in un 30-minute Iron Man match ma è stato sconfitto per 5-4. Riuscì a riconquistare il titolo a SummerSlam.
Il 16 settembre, a Hell in a Cell, Rollins e Ambrose hanno affrontato Ziggler e McIntyre per il WWE Raw Tag Team Championship ma sono stati sconfitti. Ci riuscuti però il 22 ottobre a Raw, riconquistando per la seconda volta il WWE Raw Tag Team Championship; nel post match, però, Ambrose ha brutalmente attaccato Rollins. Il 5 novembre Rollins ha dovuto difendere da solo i titoli contro gli AOP (Akam e Rezar), sconfitto e concludendo così il suo regno da campione di coppia di Raw dopo 14 giorni. Dopo aver difeso il titolo contro Dolph Ziggler e Baron Corbin in un Tables, Ladders and Chairs match. lo ha perso dopo 119 giorni a TLC: Tables, Ladders & Chairs, in favore di Dean Ambrose.
Il 27 gennaio, alla Royal Rumble, ha vinto il match omonimo entrando col numero 10 ed eliminando per ultimo Braun Strowman. Il 28 gennaio a Raw, ha sconfitto Dean Ambrose e più tardi in serata, ha interrotto il promo di Paul Heyman, avvocato dello Universal Champion Brock Lesnar, venendo poi colpito da sei F-5. Dopo qualche settimana di assenza, è tornato in azione nella puntata di Raw del 25 febbraio, dove con il rientrante Roman Reigns ha salvato Dean Ambrose dall'attacco di Baron Corbin, Bobby Lashley, Drew McIntyre e Elias. Nella puntata di Raw del 4 marzo Rollins, Roman Reigns e Dean Ambrose hanno riformato lo Shield, per poi attaccare Baron Corbin, Bobby Lashley e Drew McIntyre. Il 10 marzo, a Fastlane, lo Shield ha sconfitto Baron Corbin, Drew McIntyre e Bobby Lashley. A WrestleMania 35, ha sconfitto Brock Lesnar conquistando così l'Universal Championship per la prima volta. Ha difeso il titolo a Money in the Bank contro AJ Styles,, a Super ShowDown contro Baron Corbin (dove successivamente, ha respinto l'assalto di Brock Lesnar con il Money in the Bank.), a Stomping Grounds, nuovamente contro Baron Corbin in un No Disqualification match arbitrato da Lacey Evans e a Extreme Rules, assieme a Becky Lynch, che ha difeso il Raw Women's Championship contro Lacey Evans, in un Winners Takes All Extreme Rules Mixed Tag Team match; poco dopo, però, Brock Lesnar, ha incassato il Money in the Bank. Il 15 luglio a Raw ha vinto una 10-man Battle Royal eliminando per ultimo Randy Orton, diventando lo sfidante di Lesnar a SummerSlam, che ha poi sconfitto, riconquistando l'Universal Championship per la seconda volta. 
Il 19 agosto a Raw, insieme a Braun Strowman hanno sconfitto Luke Gallows e Karl Anderson conquistando il Raw Tag Team Championship, ma lo persero meno di un mese dopo, il 15 settembre, a Clash of Champions, contro Dolph Ziggler e Robert Roode; più avanti, la sera stessa, Rollins ha difeso con successo l'Universal Championship contro Strowman, ma poco dopo è stato brutalmente attaccato da Bray Wyatt. Il 6 ottobre, a Hell in a Cell, l'omonimo match tra Seth Rollins e The Fiend per l'Universal Championship di Rollins è terminato in no-contest a causa della brutalità di Rollins nei confronti di Wyatt, il quale ha successivamente attaccato Rollins con la Mandible Claw al termine dell'incontro. Nella puntata di Raw del 14 ottobre, aggredisce Wyatt, dopodiché dà fuoco alla sua "Fun House". Ha perso il titolo, il 31 ottobre, a Crown Jewel, Rollins ha perso il titolo contro Wyatt in un Falls Count Anywhere match dopo 81 giorni di regno.

#### The Messiahe varie faide (2019–2021)
Il 24 novembre, alle Survivor Series, ha partecipato al tradizionale 5-on-5-on-5 Survivor Series elimination match contro il Team SmackDown e il Team NXT ma è stato eliminato da Keith Lee. Il giorno dopo ha tenuto un promo da heel, accusando i membri dell'intero roster di Raw di aver svolto un pessimo lavoro; quella stessa sera ha affrontato Kevin Owens ma ha perso per squalifica a causa dell'intervento degli AOP, i quali hanno attaccato Owens. Due settimane più tardi Rollins ha effettuato definitivamente il suo turn heel, attaccando Owens nel backstage insieme agli AOP e formando un'alleanza con questi ultimi; a partire da quella puntata ha iniziato a farsi chiamare "The Monday Night Messiah", proponendosi come "salvatore" dello show rosso. Nella puntata di Raw del 23 dicembre Rollins ha affrontato Rey Mysterio per lo United States Championship ma è stato sconfitto per squalifica a causa dell'intervento degli AOP.
Dopo aver reclutato anche Buddy Murphy, Rollins ha fatto coppia con lui e nella puntata di Raw del 20 gennaio hanno sconfitto i Viking Raiders conquistando il Raw Tag Team Championship. Il 26 gennaio, alla Royal Rumble, ha partecipato al match omonimo entrando col numero 30 ma è stato eliminato dal vincitore Drew McIntyre. A Super ShowDown, hanno difeso con successo i titoli contro gli Street Profits. Tuttavia, il 2 marzo a Raw, nella rivincita di Super ShowDown, hanno perso i titoli contro gli Street Profits, dopo 42 giorni di regno. Riprovarono a riconquistarli l'8 marzo, ad Elimination Chamber, senza successo. Il 4 aprile, nella prima serata di WrestleMania 36, è stato dapprima sconfitto da Kevin Owens per squalifica, successivamente, una volta ripartito l'incontro (un No Disqualification match), è stato nuovamente sconfitto.. Dopo essere stato nominato sfidante al WWE Championship, il 10 maggio, a Money in the Bank, ha affrontato Drew McIntyre ma è stato sconfitto.
L'11 maggio a Raw, Rollins e Murphy sono stati sconfitti da Aleister Black e Rey Mysterio per squalifica; al termine dell'incontro, Rollins, ha brutalmente attaccato Mysterio ferendolo ad un occhio (kayfabe). Dopo diverse settimane di match incrociati, il 19 luglio, a The Horror Show at Extreme Rules, ha sconfitto Rey Mysterio in un eye for an eye match, in cui Rey ha perso, come da stipulazione, l'occhio destro (kayfabe). A SummerSlam, ha sconfitto Dominik Mysterio in uno street fight match.. La A Payback, Rollins e Murphy sono stati sconfitti da Dominik e Rey Mysterio. Dopo aver vinto contro Dominik Mysterio in uno steel cage match, ha attaccato il suo discepolo Murphy e poco dopo, è avvenuta la separazione definitiva.
Il 9 ottobre, per effetto del Draft, Rollins è passato al roster di SmackDown.
Il 6 novembre ha sconfitto Otis, qualificandosi come membro del Team SmackDown per le Survivor Series, grazie all'aiuto di Murphy, ma nel corso del match si è fatto eliminare volontariamente da Sheamus. Successivamente si è preso una pausa in occasione dell'imminente nascita della figlia.

#### The Visionary(2021–2023)
Tornò in azione durante il 31 gennaio 2021, durante il royal rumble match dell'omonimo pay-per-view, entrando col numero 29, ma venne eliminato da Edge. Nel successivo episodio di SmackDown del 12 febbraio tenne un promo davanti al resto del roster in cui si proclamò leader dello show blu, con lo slogan Embrace the Vision (abbraccia la visione), ma dopo essere rimasto da solo attaccò Cesaro. Il 21 marzo, a Fastlane, sconfisse Shinsuke Nakamura.. Il 10 aprile, durante la prima serata di WrestleMania 37, venne sconfitto da Cesaro. La faida con quest'ultimo proseguì a Hell in a Cell, stavolta con la vittoria di Rollins e nella puntata di SmackDown del 9 luglio dove fu ancora una volta il nativo di Devenport a vincere, qualificandosi inoltre al Money in the Bank Ladder match. Il 18 luglio, all'omonimo pay-per-view, nel match che comprendeva anche Big E, Drew McIntyre, John Morrison, Kevin Owens, Shinsuke Nakamura, Ricochet e Riddle, non riuscì a conquistare la valigetta, che fu vinta da Big E.
Nella stessa notte, interferì nel main event tra Edge e Roman Reigns con in palio il WWE Universal Championship, dove favorì la vittoria di quest'ultimo. Nelle settimane successive, i due si confrontarono e si attaccarono a vicenda, finché il 6 agosto fu sancito il match tra i due per SummerSlam, vinto da Edge per sottomissione. La faida proseguì nella puntata di SmackDown del 1º ottobre, svoltasi al Madison Square Garden, dove fu Rollins a trionfare e infine il 21 ottobre a Crown Jewel, dove Edge vinse un hell in a cell match. Per effetto dell'annuale Draft, tornò nel roster di Raw.
Nell'episodio di Raw del 25 ottobre, Rollins vinse un ladder match con in palio un'opportunità titolata al WWE Championship detenuto da Big E e il 29 novembre, fu annunciato che il match si sarebbe svolto a Day 1. Quella stessa notte, tuttavia, i dirigenti della WWE Adam Pearce e Sonya Deville organizzarono un match non titolato tra Big E e Kevin Owens, in cui se quest'ultimo avesse vinto, sarebbe stato aggiunto al match. Rollins (presente al tavolo di commento), cedette alle provocazioni di Owens e lo attaccò, facendo scattare la squalifica e la vittoria di quest'ultimo, rendendo così il match, un triple threat match. La settimana successiva, Big E sconfisse Owens in uno steel cage match, Bobby Lashley attaccò i due e Rollins, presente al tavolo di commento. La settimana successiva, Lashley, chiese di essere aggiunto al match, tuttavia, nonostante l'opposizione di Owens e Rollins, Adam Pearce e Sonya Deville, decisero che se Lashley, avesse battuto singolarmente i suoi tre avversari, lo avrebbero accontentato. Lashley riuscì nell'impresa e il match fu trasformato in un fatal 4-way match. Il 1º gennaio 2022, a Day 1, partecipò ad un fatal five-way match per il WWE Championship che comprendeva anche il campione Big E, Bobby Lashley, Kevin Owens e Brock Lesnar, ma il match fu vinto da quest'ultimo. Il 29 gennaio, alla Royal Rumble, Rollins affrontò Roman Reigns per l'Universal Championship ma vinse il match solamente per squalifica dopo che Reigns lo colpì ripetutamente con una sedia. Il 19 febbraio, a Elimination Chamber, Rollins partecipò all'omonimo match per il WWE Championship che comprendeva anche il campione Bobby Lashley, AJ Styles, Austin Theory, Riddle e Brock Lesnar ma l'incontro fu vinto da quest'ultimo. Nella puntata di Raw del 7 marzo Rollins e Kevin Owens parteciparono ad un triple threat tag team match valevole per il Raw Tag Team Championship che comprendeva anche i campioni Alpha Academy e gli RK-Bro ma furono questi ultimi a trionfare. Dopo aver fallito nell'intento di inserirsi in alcuni match di WrestleMania 38, Rollins fu chiamato nell'ufficio di Vince McMahon, dove quest'ultimo gli garantì un match all'evento contro un avversario misterioso a sua scelta. Il 2 aprile, durante la prima serata di WrestleMania 38, venne sconfitto dal rientrante Cody Rhodes. La settimana successiva a Raw, al termine del match tra Rhodes e The Miz, Rollins lo sfidò ad una rivincita per WrestleMania Backlash, ma fu nuovamente sconfitto. Nonostante le due sconfitte, la faida con Rhodes proseguì nelle settimane successive. Dopo attacchi verbali e fisici, nell'episodio di Raw del 23 maggio fu annunciato un Hell in a cell match per omonimo pay-per-view.
In seguito, iniziò una faida con Matt Riddle. Lo scontro tra i due previsto per SummerSlam fu rimandato per un infortunio di Riddle causato proprio da Rollins nell'episodio di Raw del 7 luglio. All'evento estivo avvenne comunque una rissa tra i due e successivamente si affrontarono a Clash at the Castle, dove fu Rollins a prevalere. Riddle si prese la sua rivincita ad Extreme Rules in un fight pit match con Daniel Cormier come arbitro speciale.
Nella puntata di Raw del 10 ottobre, vinse lo United States Championship per la seconda volta, approfittando del ritorno di Brock Lesnar che attaccò Bobby Lashley prima della match. Dopo averlo difeso contro Matt Riddle, Austin Theory e Finn Bálor, lo perse per mano di Theory il 26 novembre a Survivor Series WarGames in un triple threat match che comprendeva anche Bobby Lashley.
Il 28 gennaio, a Royal Rumble, partecipò all'incontro omonimo entrando col numero 15 ma venne eliminato da Logan Paul (non facente parte alla contesa). Il 18 febbraio, a Elimination Chamber, partecipò al match omonimo per lo United States Championship che comprendeva anche il campione Austin Theory, Bronson Reed, Damian Priest, Johnny Gargano e Montez Ford ma venne eliminato da Theory. Il 1º aprile, a WrestleMania 39, sconfisse Logan Paul.

#### World Heavyweight Champion (2023-2024)
L'8 maggio a Raw, prese parte al torneo per il nuovo World Heavyweight Championship; nel primo match sconfisse Damian Priest e Shinsuke Nakamura in un triple threat match, per poi sconfiggere Finn Bálor nella semifinale la stessa sera. Il 27 maggio, a Night of Champions, prevalse su AJ Styles nella finale del torneo vincendo il World Heavyweight Championship. Conservò poi la cintura contro Finn Bálor sia il 1º luglio, a Money in the Bank, che il 5 agosto a SummerSlam. Nell'episodio del di Raw del 7 agosto, accettò l'offerta di Shinsuke Nakamura di far parte del suo team assieme a Cody Rhodes contro il Judgment Day per un tag team match a sei uomini che si svolse nel main event della puntata; il loro teqm vinse, ma durante i festeggiamenti Nakamura attaccò Rollins con una Kinshasa. La settimana successiva, dichiarò di volere il World Heavyweight Championship, chiamando Rollins a comparire sul ring e quest'ultimo gli rispose che lo avrebbe affrontanto in qualunque momento. Salito sul ring i due si strinsero la mano, ma Nakamura lo colpì a tradimento ancora una volta con la Kinshasa; nell'episodio successivo, fu sancito il match titolato per Payback. I due si affrontarono il 2 settembre nel main event di Payback in un match che vide Rollins mantenere il titolo. Nella rivincita, svoltasi il 7 ottobre, a Fastlane, sconfisse nuovamente Nakamura in un last man standing match mantenendo la cintura. Il 4 novembre, a Crown Jewel, difese la cintura contro Drew McIntyre. Due giorni dopo, a Raw, conservò il titolo contro Sami Zayn. Il 25 novembre, a Survivor Series WarGames, Rollins, Cody Rhodes, Jey Uso, Randy Orton e Sami Zayn sconfissero il Judgment Day e Drew McIntyre in un wargames match. Nella puntata di Raw del 4 dicembre sconfisse Jey Uso difendendo il titolo mondiale. Conservò nuovamente la cintura contro Drew McIntyre nella puntata speciale Raw Day 1 del 1º gennaio. Nella puntata di Raw del 15 gennaio mantenne il titolo contro Jinder Mahal nonostante le interferenze di Sanga e Veer.
Il 6 aprile a WrestleMania XL, fece coppia con Cody Rhodes perdendo contro Roman Reigns e The Rock e la sera dopo perse il titolo contro Drew McIntyre dopo 316 giorni di regno. Dopo l'evento, Rollins rimase fermo ai box, tornando dopo circa due mesi nella puntata di Raw del 17 giugno. Sfidò Damian Priest in un mach per il World Heavyweight Championship a Money in the Bank 2024, con una importante clausola, se Rollins avesse perso non poteva più avere un mach titolato per la cintura di Priest, ma se a perdere fosse stato Priest doveva lasciare la sua stable. Durante il match arriva Drew McIntyre che decide di incassare la valigetta del Money in the Bank appena vinta, il mach diventa un triple threat match. Anche in questo caso avviene l'interferenza di Punk e Priest difende il suo titolo.
Nella puntata del 6 agosto di Raw, venne attaccato e infortunato da Bronson Reed. Rollins dopo l'attacco è rimasto infortunato fino alla puntata del 30 settembre vendicandosi su Reed costandogli la vittoria in un last monster standing match contro Braun Strowman. Nelle settimane seguenti inizia una rivalità con Rollins e dopo diverse risse tra i due, il general manager Adam Pearce indice un match a Crown Jewel. Nel PLE di Riad, Rollins riuscì a sconfiggere Bronson Reed.

#### The Vision (2025-presente)
Inizia poi una faida contro CM Punk, suo ex mentore, contro cui perde nella prima puntata di Raw su Netflix. Ad Elimination Chamber, dopo essere stato eliminato proprio dal suo rivale, rientra nella gabbia e interferisce facendo vincere John Cena. Vince poi uno steel cage match a causa dell'interferenza di Roman Reigns e quindi nella puntata seguente del 21 marzo viene annunciato un triple threat per il main event della prima notte di WrestleMania 41. Nello Showcase of the immortals trionfa sui suoi due rivali grazie al doppio tradimento di Paul Heyman che si allea con il Visionary. Nella punatata di Raw, post WrestleMania, Bron Breakker si unisce alla stable attaccando sia Roman Reigns e CM Punk. Nella puntata di Raw del 5 maggio vince per squalifica contro Jey Uso opo le interferenze di Breakker, Sami Zayn e CM Punk. A Saturday Night's Main Event XXXIX in tag team con Breakker ha sconfitto Punk e Zayn grazie anche al interferenza di Bronson Reed che si unisce alla alleanza. Nella puntata del 26 maggio di Raw, Rollins si qualifica al Money in the Bank Ladder match sconfiggendo in un triple threat match Zayn e Finn Bálor. All'evento riuscì a conquistare per la seconda volta la valigetta. l 12 luglio, a Saturday Night's Main Event XL, Seth Rollins viene sconfitto da LA Knight e subisce un infortunio al ginocchio. Il 2 agosto a SummerSlam, Seth Rollins incassò il suo contratto del Money in the Bank su CM Punk che aveva appena vinto il World Heavyweight Championship contro Gunther, rivelando che aveva dunque finto il suo infortunio durante il match contro LA Knight.

## Vita privata
Nel 2014 Lopez e il suo ex compagno di tag team Marek Brave hanno fondato una scuola di wrestling con il nome "The Black & The Brave Wrestling Academy" a Moline, Illinois.
Il 9 febbraio 2015 una foto nuda dell'ex wrestler di NXT Zahra Schreiber, che è in seguito diventata la sua fidanzata, è stata postata su Twitter, i cui contenuti sono automaticamente ripubblicati da WWE.com. Poco dopo una foto con Lopez nudo è stata postata su Twitter dall'allora fidanzata Leighla Schultz. Lopez si è quindi scusato per le foto, chiarendo che sono state postate senza il suo consenso..
Dall'inizio del 2019, ha iniziato una relazione con la collega Becky Lynch, ufficializzata il 13 maggio. Il 23 agosto 2019 Lynch ha reso pubblico il fidanzamento con un post su Twitter. Il 7 dicembre 2020, la coppia comunica la nascita della loro prima figlia Roux. Il 29 giugno 2021 la coppia si è sposata.
L'11 settembre 2019 ha scoperto di avere due fratelli (un fratello e una sorella), nati da relazioni extraconiugali del padre, e ha pubblicato su Instagram foto degli incontri con i due consanguinei.

## Personaggio
Come membro dello Shield il personaggio di Rollins è stato descritto come "caotico" per via del suo stile di combattimento. Verso la metà del 2013 è stato invece descritto come "una schietta testa calda che farebbe cose folli" per aiutare lo Shield. Nel 2014 Rollins ha guadagnato i soprannomi di "The Aerialist" ("l'acrobata") e "The Architect" ("l'architetto") dello Shield. In un'intervista fuori dal personaggio ha spiegato che il soprannome "The Architect" è dovuto al suo "approccio cerebrale" per i loro piani durante i match e le storie che vedevano lo Shield coinvolto.
La gestione di Rollins durante il suo primo regno con il WWE World Heavyweight Championship da parte della WWE e dei suoi scrittori creativi è stata criticata: mentre è stato elogiato come "worker" (cioè come wrestler) per aver tirato fuori il meglio da tale gestione e che non era tutta colpa sua, è stata criticata la WWE per averlo reso un campione "debole" (di solito i campioni "cattivi", soprattutto nella WWE, sono sempre stati "venduti" come deboli, tranne rare eccezioni come Randy Orton e Triple H, ma Rollins è stato descritto come uno dei più "deboli", "codardi" e "incompetenti" campioni del mondo nella WWE) e durante il suo primo regno come campione è stato considerato tra i campioni del mondo peggio gestiti dalla WWE. Come campione ha detenuto un primato di diciassette vittorie e quindici sconfitte nei match singoli (ottenendo una striscia di sconfitte nel mese di settembre) e le uniche volte in cui ha difeso il titolo ottenendo una vittoria pulita sono il ladder match contro Ambrose a Money in the Bank e il match contro Sting a Night of Champions, con la WWE che ha descritto la vittoria su Sting come l'unica volta in cui è stato sconfitto senza alcuna interferenza esterna. Rollins ha risposto a tali critiche durante il suo regno come campione in un'intervista a Rolling Stone nell'agosto 2015, affermando che il suo obiettivo come "cattivo" è quello di essere "odiato" e che la gente voglia che perda il titolo, dicendo quindi di stare facendo un ottimo lavoro. Ha aggiunto che per lui non esiste l'idea di un campione troppo debole e che "ciò che conta è l'heat" ("reazione negativa"). Secondo Rollins la gente ha perso di vista quello che è realmente una reazione negativa verso un wrestler che interpreta il ruolo del cattivo, con Rollins che ha descritto tale reazione come "una forma d'arte incredibile" e che per lui "è sempre trovare un modo per prendere una scorciatoia ogni volta che [ha] l'occasione", tanto che appena vede che alla gente possa piacergli un po' di più, lui avrebbe fatto qualcosa che li avrebbe fatti arrabbiare. Appena prima che Rollins si infortunasse è stato riportato che i piani della WWE prevedevano che Reigns lo sconfiggesse alle Survivor Series, ponendo fine al regno di Rollins dopo 238 giorni. Non è risaputo quali fossero i piani per Rollins a WrestleMania 32; tuttavia è stato riportato che – anche se avesse continuato a lottare nei mesi a venire per il WWE World Heavyweight Championship – non era previsto che Rollins lottasse nel match più importante dell'evento, ma che uno dei match considerati fosse quello contro Triple H.
La gestione di Rollins da parte della WWE al rientro dal suo infortunio nel maggio 2016 è stata nuovamente criticata durante la sua faida per il WWE World Heavyweight Championship con Roman Reigns: i critici si chiedevano se la WWE non stesse capitalizzando al massimo in termini di soldi dalla rivalità per il WWE World Heavyweight Championship tra l'allora campione Reigns e lo sfidante Rollins nel non modificare l'allineamento dei due rispettivamente a "cattivo" (Reigns) e "buono" (Rollins), considerando anche che i fan stavano già acclamando Rollins in favore di Reigns, che continuava a essere fischiato e contestato. È stato fatto notare che durante il loro match a Money in the Bank Reigns ha in realtà lottato con un atteggiamento come "cattivo", mentre Rollins era il "buono" e che la storia prevedesse che il pubblico provasse "simpatia" nei suoi confronti. Tuttavia Reigns è tornato a lottare come "buono" nella rivincita contro Rollins svoltasi la sera dopo a Raw. La gestione di Rollins da parte della WWE è stata criticata anche nei mesi seguenti: sebbene Reigns sia passato a lottare per lo United States Championship (che ha vinto nel mese di settembre a Clash of Champions), non è stato ancora in grado di connettere con il pubblico come la WWE vorrebbe e – secondo Jason Powell, editorialista di Pro Wrestling Dot Net – ciò ha danneggiato anche la direzione del personaggio di Rollins, con Powell che ha affermato come i fan avrebbero voluto tifare per Rollins sin dal suo ritorno nel mese di maggio, ma Rollins ha invece continuato a interpretare il ruolo del cattivo contro Reigns e che quindi il passaggio ufficiale e definitivo da parte di Rollins come "buono" sia stato gestito in maniera raffazzonata.

### Mosse finali

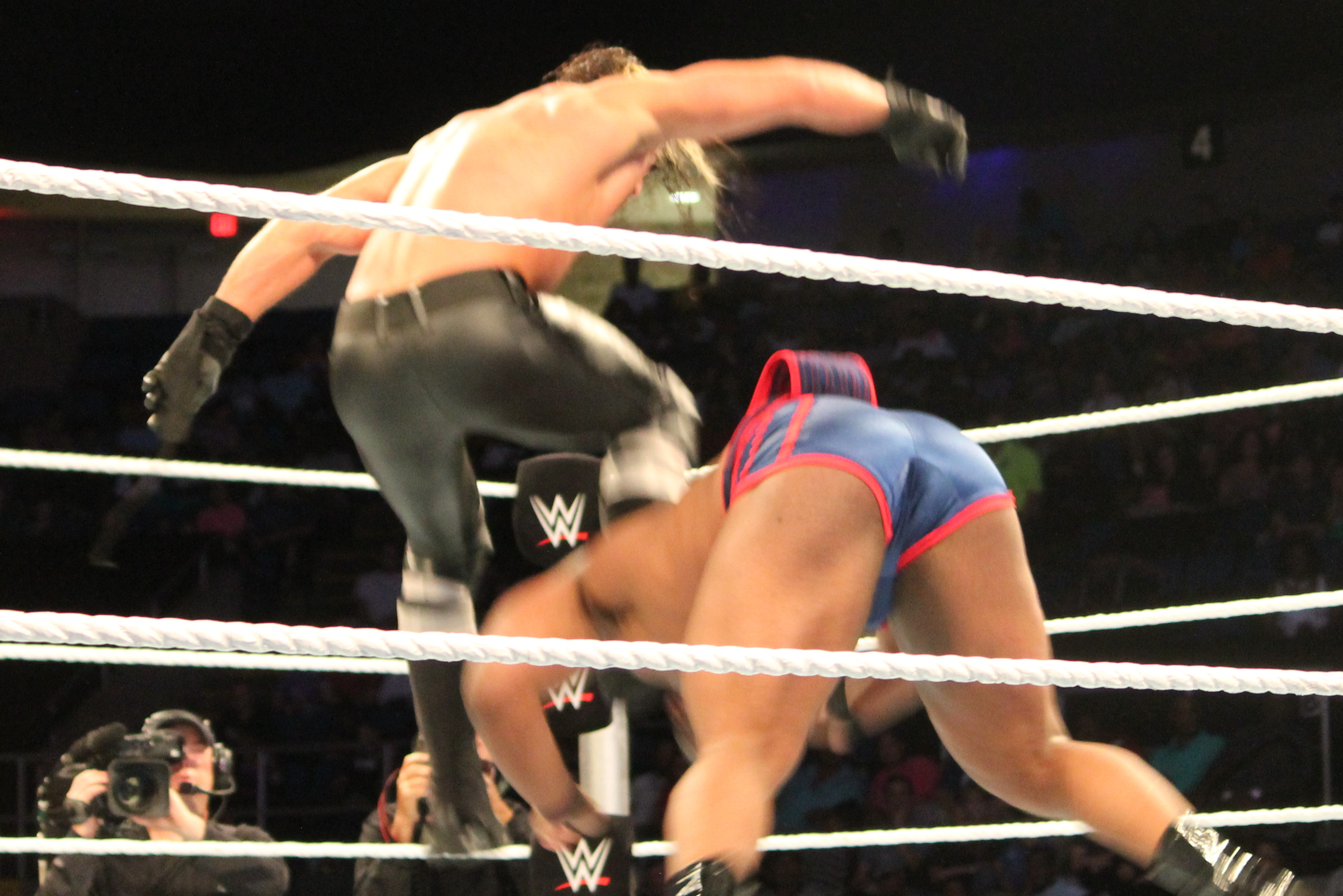
Seth Rollins mentre esegue il Curb Stomp su Big E

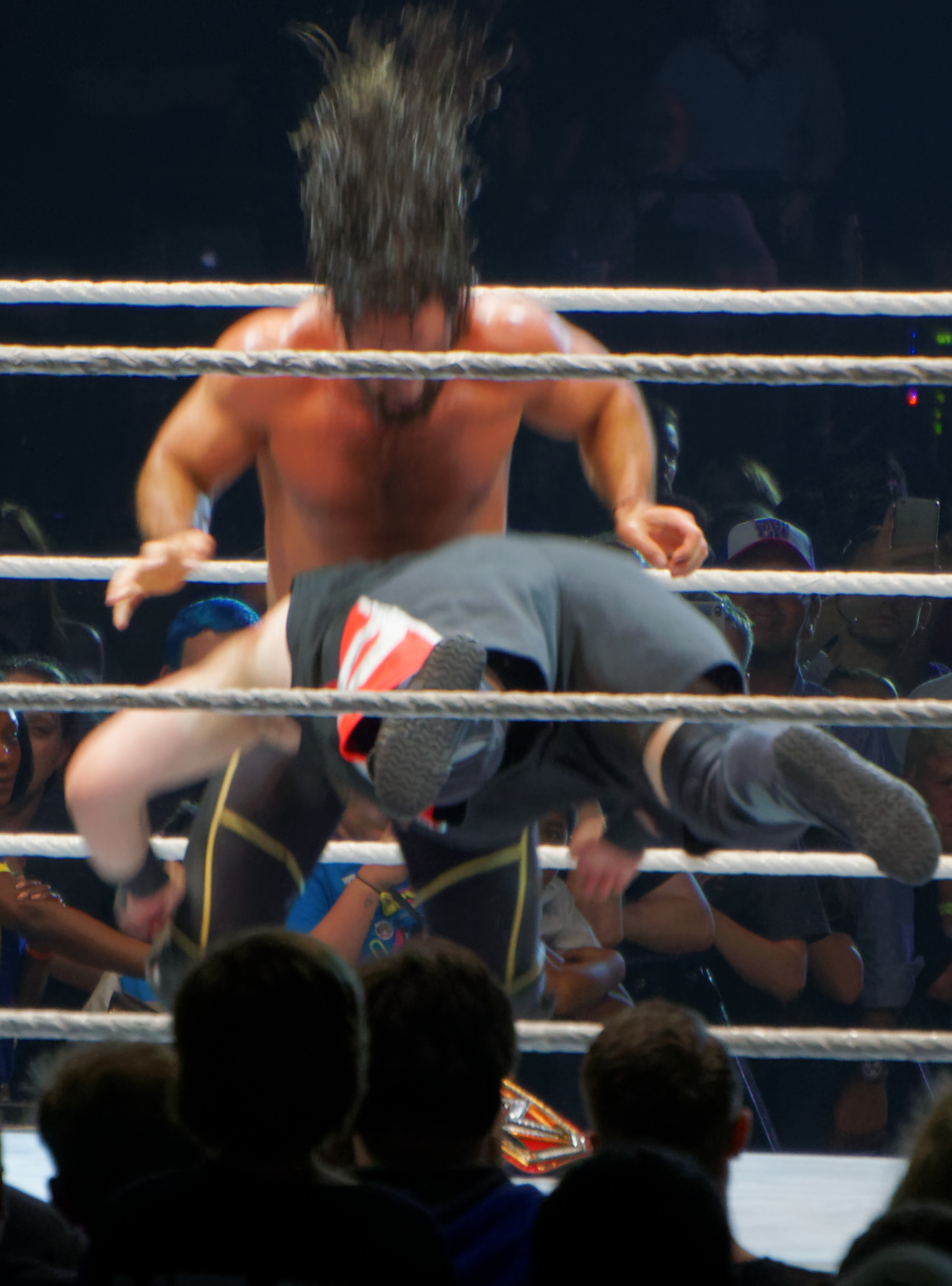
Seth Rollins esegue il Pedigree su Kevin Owens

- Come Seth Rollins
  - Avada Kedavra[352] (Superkick all'avversario in posizione seduta o inginocchiata)[352][353][354][355] – 2007–2011[356]
  - Curb Stomp / The Stomp (Running jumping stomp alla testa di un avversario in ginocchio)[357][358] – 2012–2015; 2018–presente[359]
  - Pedigree[360] (Kneeling double underhook facebuster)[119][361] – 2015–2017[360]
  - King's Landing / Ripcord Knee / Revolution Knee (Wrist lock in un jumping high knee)[362] – 2017–2018
  - Sethwalker[358][363] (Standing shiranui)[363][364] – 2012–2013[365]
  - Snap single underhook front facelock drop[366] – aprile 2015[367]
- Come Tyler Black
  - God's Last Gift[368] (Small package driver, a volte dalla terza corda[369] o mentre applica una wrist-clutch)[370]
  - Paroxysm (Swinging lifting inverted DDT)[1][371][372]
  - Phoenix splash[368][373]
  - Turnbuckle powerbomb,[358] a cui segue un superkick[368]

### Soprannomi
- "The Aerialist"[374]
- "The Architect"[375]
- "The Beastslayer"
- "Freakin"
- "The Future of WWE"[376]
- "The Kingslayer"
- "The Man's Man"[377]
- "The Monday Night Messiah"[378]
- "Mr. Money in the Bank"[379]
- "The Revolutionary"
- "The SmackDown's Savior"[378]
- "The Visionary"

## Titoli e riconoscimenti
- Absolute Intense Wrestling
  - AIW Intense Championship (1)[19]
- All-American Wrestling
  - AAW Heavyweight Championship (2)

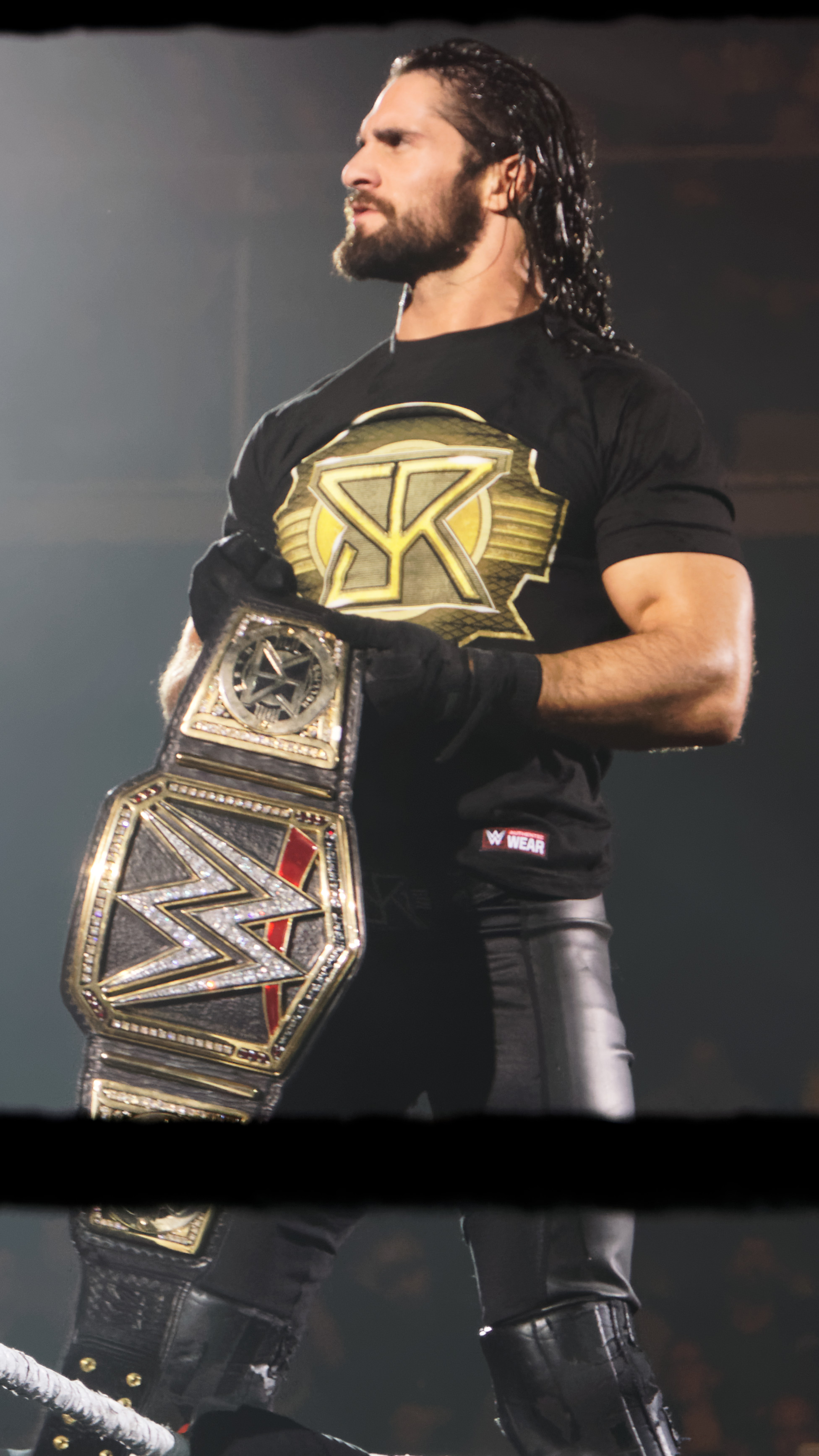
Rollins con il WWE World Heavyweight Championship, titolo che ha vinto due volte

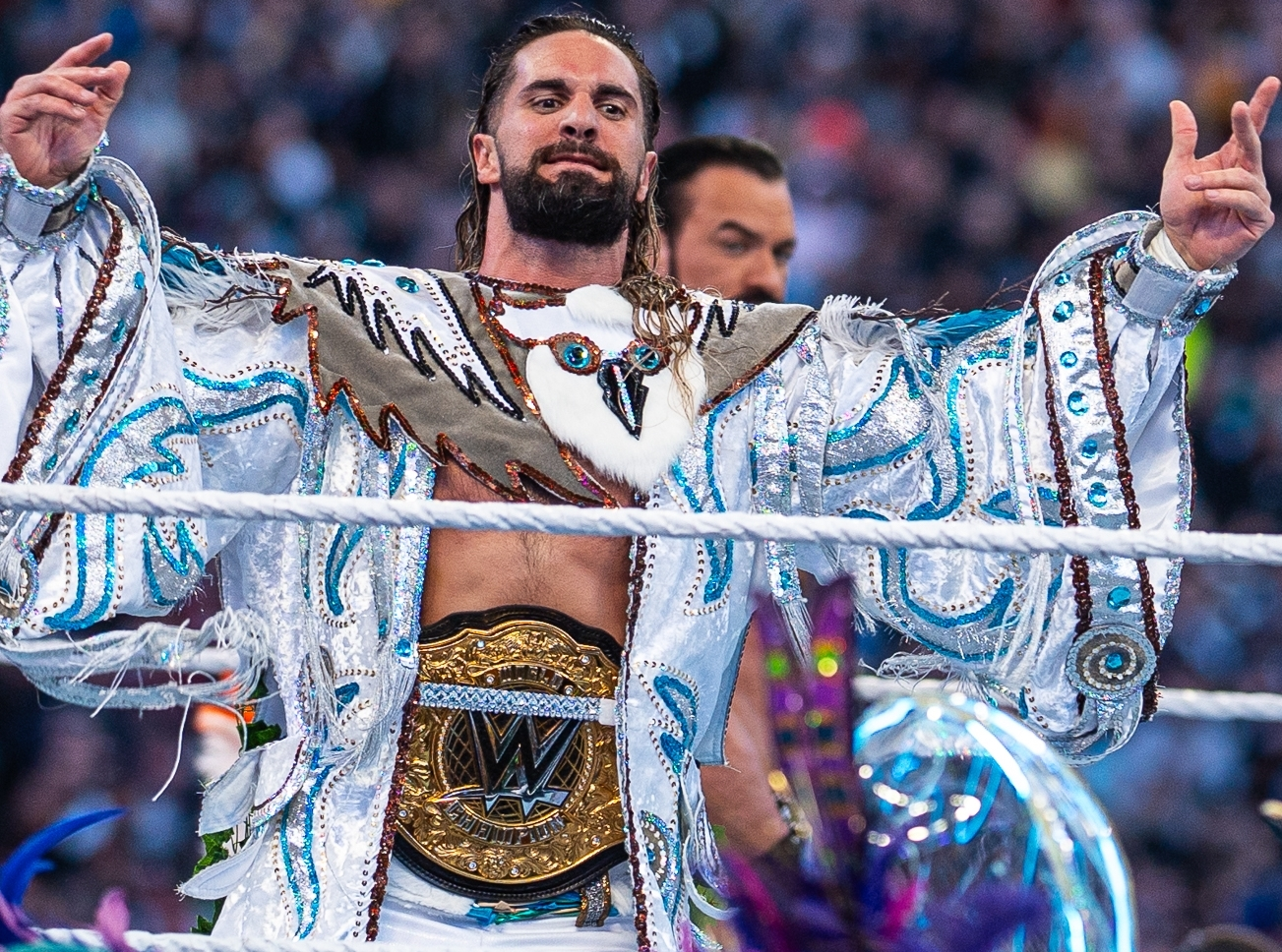
Seth Rollins con il World Heavyweight Championship, titolo che ha detenuto due volte

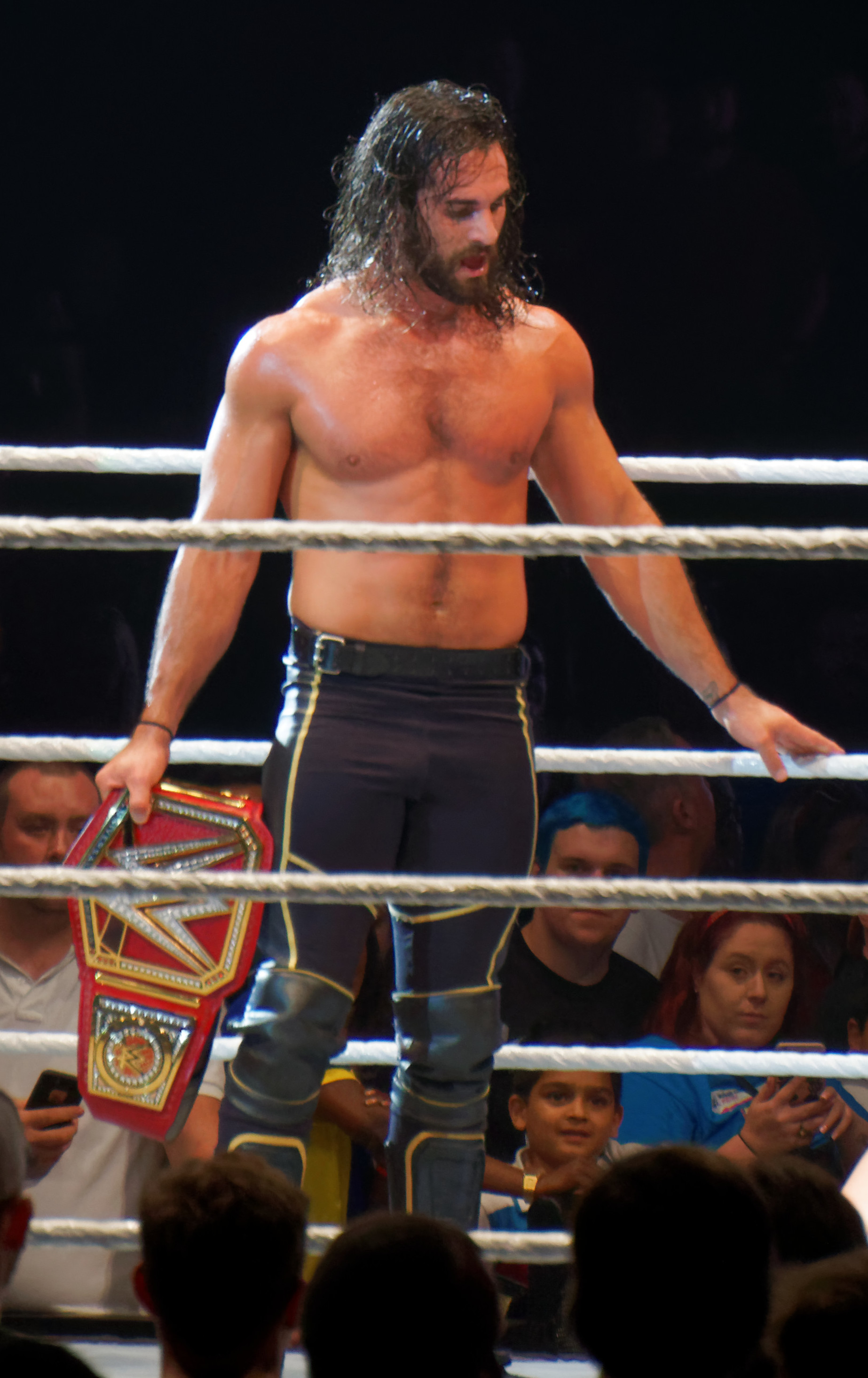
Rollins con l'Universal Championship, titolo che ha detenuto due volte

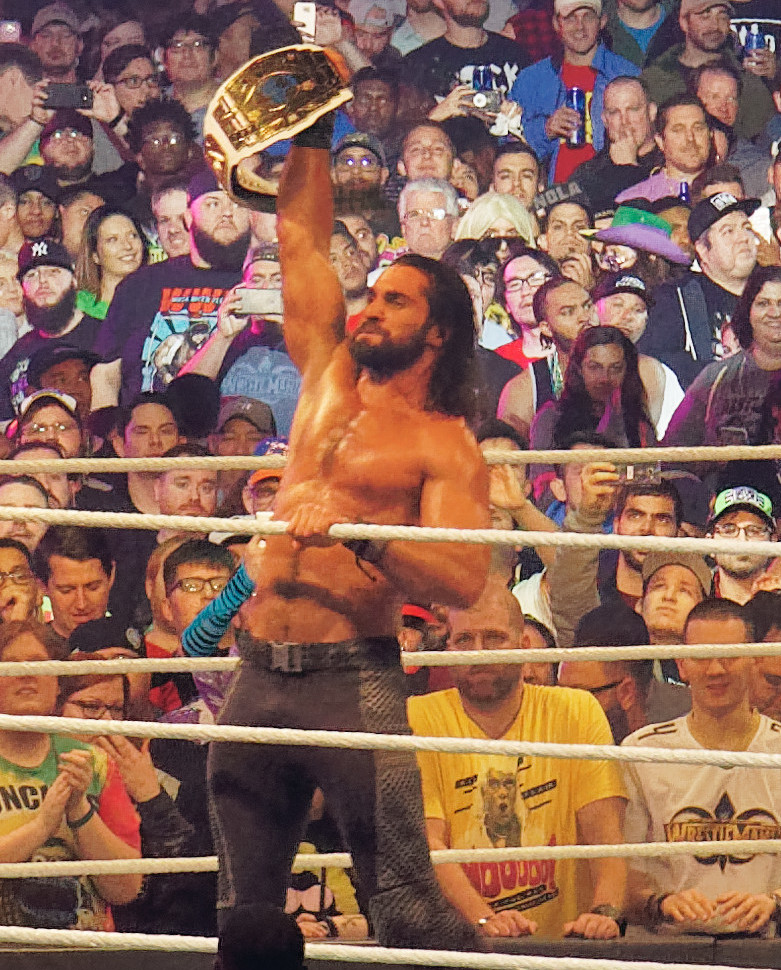
Rollins con l'Intercontinental Championship, titolo che ha detenuto due volte

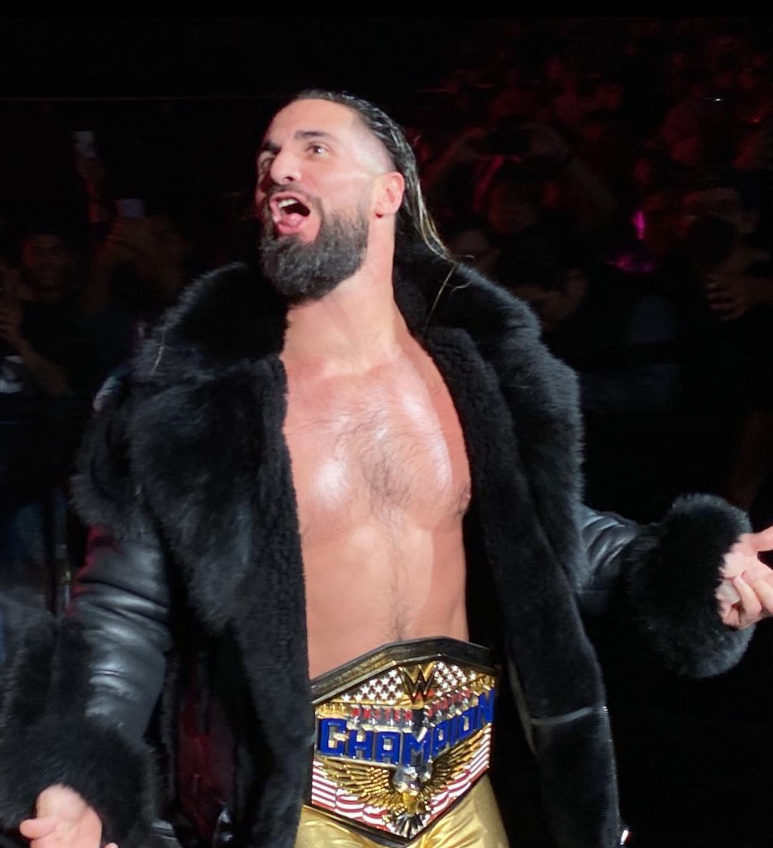
Rollins con lo United States Championship, titolo che ha detenuto due volte

  - AAW Tag Team Championship (2) – con Jimmy Jacobs (1) e Marek Brave (1)[19]
- Florida Championship Wrestling
  - FCW 15 Championship (1)[19]
  - FCW Florida Heavyweight Championship (1)[19]
  - FCW Florida Tag Team Championship (1) – con Richie Steamboat[19]
  - Jack Brisco Classic Tournament (2011)[380]
  - 1º FCW Grand Slam Champion della FCW[352]
- Full Impact Pro
  - FIP World Heavyweight Championship (1)[19]
- Independent Wrestling Association Mid-South
  - IWA Mid-South Light Heavyweight Championship (1)[19]
- Mr. Chainsaw Productions Wrestling
  - MCPW World Heavyweight Championship (1)[19]
- NWA Midwest
  - NWA Midwest Tag Team Championship (1) – con Marek Brave[19]
- Pro Wrestling Guerrilla
  - PWG World Tag Team Championship (1) – con Jimmy Jacobs[19]
- Pro Wrestling Illustrated
  - Feud of the Year (2014) - vs. Dean Ambrose[381]
  - Tag Team of the Year (2013) - con Roman Reigns[382]
  - 1º tra i 500 migliori wrestler singoli nella PWI 500 (2015, 2019, 2023)[383]
- Ring of Honor
  - ROH World Tag Team Championship (2) – con Jimmy Jacobs[19]
  - ROH World Championship (1)[11]
  - ROH World Championship #1 Contender Tournament (2008)[380]
  - ROH World Tag Team Championship Tournament (2008) – con Jimmy Jacobs[380]
  - Survival of the Fittest (2009)[380]
- Rolling Stone
  - Best Briefly Resuscitated Storyline (2015) - vs. Dean Ambrose[384]
  - Most Painful Injury of the Year (2015) - con Cesaro e Daniel Bryan[385]
  - Most Puzzling New Finisher (2015) - Pedigree[384]
  - Most Smothered In-Ring Potential (2014)[386]
  - Runner-Up Wrestler of the Year (2015)[384]
- WWE
  - WWE Raw Tag Team Championship (6)[5][387] – con Dean Ambrose (2), Braun Strowman (1), Jason Jordan (1), Murphy (1) e Roman Reigns (1)
  - World Heavyweight Championship (2)[7]
  - WWE Championship (2)[6]
  - WWE Intercontinental Championship (2)[9]
  - WWE United States Championship (2)[10]
  - WWE Universal Championship (2)[8]
  - NXT Championship (1)[12]
  - Money in the Bank (edizione 2014 e 2025)[13][14]
  - Royal rumble (edizione 2019)[222]
  - Triple Crown Champion
  - Grand Slam Champion (nuovo formato)
  - Slammy Award (9)[388]
    - Anti-Gravity Moment of the Year (edizione 2014) - per il volo dalla cima della scenografia a Payback[389]
    - Breakout Star of the Year (edizione 2013) - come membro dello Shield[390]
    - Trending Now (Hashtag) of the Year (edizione 2013) #BelieveInTheShield - come membro dello Shield[390]
    - Double-Cross of the Year (edizione 2014) - per il tradimento allo Shield
    - Faction of the Year (edizione 2013, edizione 2014) - come membro dello Shield[389][390]
    - Fan Participation of the Year (edizione 2014) - "You Sold Out!"[389]
    - Match of the Year (edizione 2014) - Team Cena vs. Team Authority alle Survivor Series[389]
    - Superstar of the Year (edizione 2015)[134]
- WrestleCrap
  - Gooker Award (2019) - vs. Bray Wyatt a Hell in a Cell
- Wrestling Observer Newsletter
  - Tag Team of the Year (2013) - con Roman Reigns[391]
  - Worst Feud of the Year (2019) - vs. Bray Wyatt
  - Worst Match of the Year (2019) - vs. Bray Wyatt a Hell in a Cell

## Filmografia

### Cinema
- Temple, regia di Michael Barrett (2016)[392]
- Sharknado 4, regia di Anthony C. Ferrante (2016)[393]
- Armed Response, regia di John Stockwell (2017)

### Televisione
- Kakegurui (Bet) – serie TV, 6 episodi (2025-)

### Doppiatore
- The Jetsons & WWE - Robo-WrestleMania!, regia di Anthony Bell (2017)
- Tappo - Cucciolo in un mare di guai, regia di Kevin Johnson (2019)

### Videogiochi
- WWE 2K14[394]
- WWE SuperCard[395]
- WWE 2K15[396]
- WWE Immortals[397]
- WWE 2K16[398]
- WWE 2K17[399]
- WWE 2K18 – (in copertina)
- WWE 2K19
- WWE 2K20
- WWE 2K Battlegrounds
- WWE 2K22

### DVD dedicati a Seth Rollins
- Destruction of the Shield (2015) – come membro dello Shield[400]